# Roland Lortz
Roland Lortz (* 12. Mai 1937 in Darmstadt; † 14. April 2007 in Groß-Zimmern) war ein deutscher Gewichtheber.

## Werdegang
Lortz wuchs in der südhessischen Ringerhochburg Groß-Zimmern auf und begann mit dem Ringen beim AV „Vorwärts“ Groß-Zimmern. Bald zeigte sich sein großes Talent für das Gewichtheben. Bereits mit 16 Jahren wurde er 1953 Dritter bei den deutschen Jugendmeisterschaften im Gewichtheben. 1954 wurde er deutscher Jugend- und 1955 deutscher Juniorenmeister. Bereits 1955 stellte er neue deutsche Rekorde im Reißen und Stoßen des Leichtgewichts (bis 67,5 kg Körpergewicht) auf. Er hatte damit nahtlos aus der Jugendklasse heraus den Anschluss an die deutsche Spitzenklasse geschafft. Den Anschluss an die erweiterte Weltspitze schaffte er 1956, als er Vierter bei den Europameisterschaften wurde. In der Qualifikation für die Olympischen Sommerspiele 1960 in Rom erreichte er im Mittelgewicht (bis 75 kg Körpergewicht) mit 385 kg seine Bestleistung und schlug damit als einziger Gewichtheber aus der Bundesrepublik seinen Konkurrenten Gotthard Schulze aus der DDR, der 382,5 kg hob. In Rom vertraten somit sechs Gewichtheber aus der DDR, die staatlicherseits viel stärker gefördert wurden als die aus der Bundesrepublik, und Lortz die deutschen Farben in der gesamtdeutschen Olympiamannschaft.
Viele Verletzungen und die berufliche Belastung, er war Metzger im elterlichen Betrieb, warfen ihn immer wieder zurück. Er beendete daher schon mit 23 Jahren nach den Olympischen Spielen 1960 seine Laufbahn als Gewichtheber.
Lortz starb nach schwerer Krankheit am 14. April 2007 in Groß-Zimmern. Er wurde am 18. April 2007 auf dem Ortsfriedhof von Groß-Zimmern bestattet.

## Internationale Erfolge
(OS = Olympische Spiele, WM = Weltmeisterschaften, EM = Europameisterschaften, Le = Leichtgewicht, Mi = Mittelgewicht)
- 1956, 4. Platz, EM in Helsinki, Le, mit 345 kg, hinter Nikolai Kostylew, UdSSR, 377,5 kg, Josef Tauchner, Österreich, 357,5 kg und Luciano de Genova, Italien, 347,5 kg;
- 1957, 6. Platz, WM in Teheran, Mi, mit 377,5 kg, Sieger: Thomas Kono, USA, 420 kg, vor Fjodor Bogdanowski, UdSSR, 420 kg;
- 1960, 8. Platz, OS in Rom, Mi, mit 382,5 kg; Sieger: Alexander Kurynow, UdSSR, 437,5 kg, vor Kono, 427,5 kg

## Deutsche Meisterschaften
- 1953, 3. Platz, Jugend, bis 60 kg Körpergewicht, mit 222,5 kg;
- 1954, 1. Platz, Jugend, bis 65 kg Körpergewicht, mit 272,5 kg;
- 1955, 1. Platz, Junioren, Le, mit 310 kg;
- 1955, 4. Platz, Aktive, Le, mit 327,5 kg, hinter Oswald Junkes, Trier, 332,5 kg, Willi Kolb, Weilimdorf, 332,5 kg und Hans Neuhaus, Essen, 330 kg;
- 1956, 2. Platz, Aktive, Le, mit 340 kg, hinter Kolb, 347,5 kg und vor Jakob Weil, Mainz, 330 kg;
- 1957, 1. Platz, Aktive, Mi, mit 375 kg, vor Alfred Hintz, Hannover, 372,5 kg und Konrad Schwarzbauer, Schrobenhausen, 360 kg;
- 1958, 1. Platz, Junioren, Mi, mit 377,5 kg;
- 1958, 2. Platz, Aktive, Mi, mit 375 kg, hinter Hintz, 382,5 kg und vor Schwarzbauer, 357,5 kg

## Deutsche Rekorde
im beidarmigen Reißen:
- 107,5 kg, 1955, Le,
- 110 kg, 1956, Le,
- 117,5 kg, 1957, Mi

im beidarmigen Stoßen:
- 137,5 kg, 1955, Le,
- 140 kg, 1956, Le,
- 155 kg, 1957, Mi,
- 157,5 kg, 1960, Mi

im olympischen Dreikampf:
- 345 kg, 1956, Le,
- 377,5 kg, 1958, Mi,
- 385 kg, 1960, Mi